# Plate-forme FCA Giorgio
La plate-forme Giorgio est une plate-forme automobile modulaire du groupe italo-français Stellantis.

## Technique
Elle équipe des véhicules propulsion ou 4 roues motrices.
Les moteurs sont situés à l’avant de façon longitudinale.
Elle peut recevoir des boîtes de vitesses manuelle ainsi qu’automatique.
Elles reçoit des groupes motopropulseurs thermiques essence ou diesel.

## Histoire
Développée initialement par FCA, cette plate-forme automobile est destinée à l’origine aux modèles Alfa Romeo.
L’Alfa Romeo Giulia 2 est le premier modèle à étrenner cette plate-forme.

## Modèles
| Marque     | Modèle           | Image | Années de production | Segment             |
| ---------- | ---------------- | ----- | -------------------- | ------------------- |
| Alfa Romeo | Giulia II        |       | 2015 -               | Berline familiale   |
| Alfa Romeo | Stelvio          |       | 2017 -               | SUV familial        |
| Jeep       | Grand Cherokee V |       | 2021 -               | SUV premium         |
| Maserati   | Grecale          |       | 2021 -               | SUV familial        |
| Maserati   | GranTurismo II   |       | 2023 -               | Voiture de sport GT |
| Maserati   | GranCabrio II    |       | 2024 -               |                     |